# Patinoa paraensis
Patinoa paraensis är en malvaväxtart som först beskrevs av Huber, och fick sitt nu gällande namn av Cuatrecasas. Patinoa paraensis ingår i släktet Patinoa och familjen malvaväxter. Inga underarter finns listade i Catalogue of Life.